# Suka Merindu (Kepahiang)
Suka Merindu is een bestuurslaag in het regentschap Kepahiang van de provincie Bengkulu, Indonesië. Suka Merindu telt 947 inwoners (volkstelling 2010).